# Mitteregg, Nemški Grebinj
Mitteregg je naselje v Občini Nemški Grebinj v Okraju Šentvid ob Glini na Koroškem v Avstriji.